# 海伦基姆湖宫
海伦基姆湖宫（德语：Schloss Herrenchiemsee）位于德国巴伐利亚州基姆湖中的绅士岛（Herreninsel）上，建造于1878至1886年，是路德维希二世最大的宫殿。
宫殿是法國凡爾賽宮的仿製品，建造於1878年至1885年間。基姆湖中有三個島，分別是男人島、女人島和至今無人居住的香草島。最大的島嶼就是男人島，因島上有座「男人修道院」而得名。這個島嶼之所以聞名主要是因為路德維希二世在這裡建造了一座宮殿，其風格仿效法國著名的凡爾賽宮路。路德維希二世於1873年買了此島後，有系統地開伐山林，1867年他造訪凡爾賽宮，想在島上仿製凡爾賽宮。正面是巴洛克式，但有著比凡爾賽宮更為華麗的鏡廳。路德維希二世花了二億馬克才完成海伦基姆湖宮的建造，宮中金碧輝煌並有大量太陽王路易十四的色彩，幾乎掏空國庫，可他只在赫爾倫基姆澤宮住了一周就突然去世。

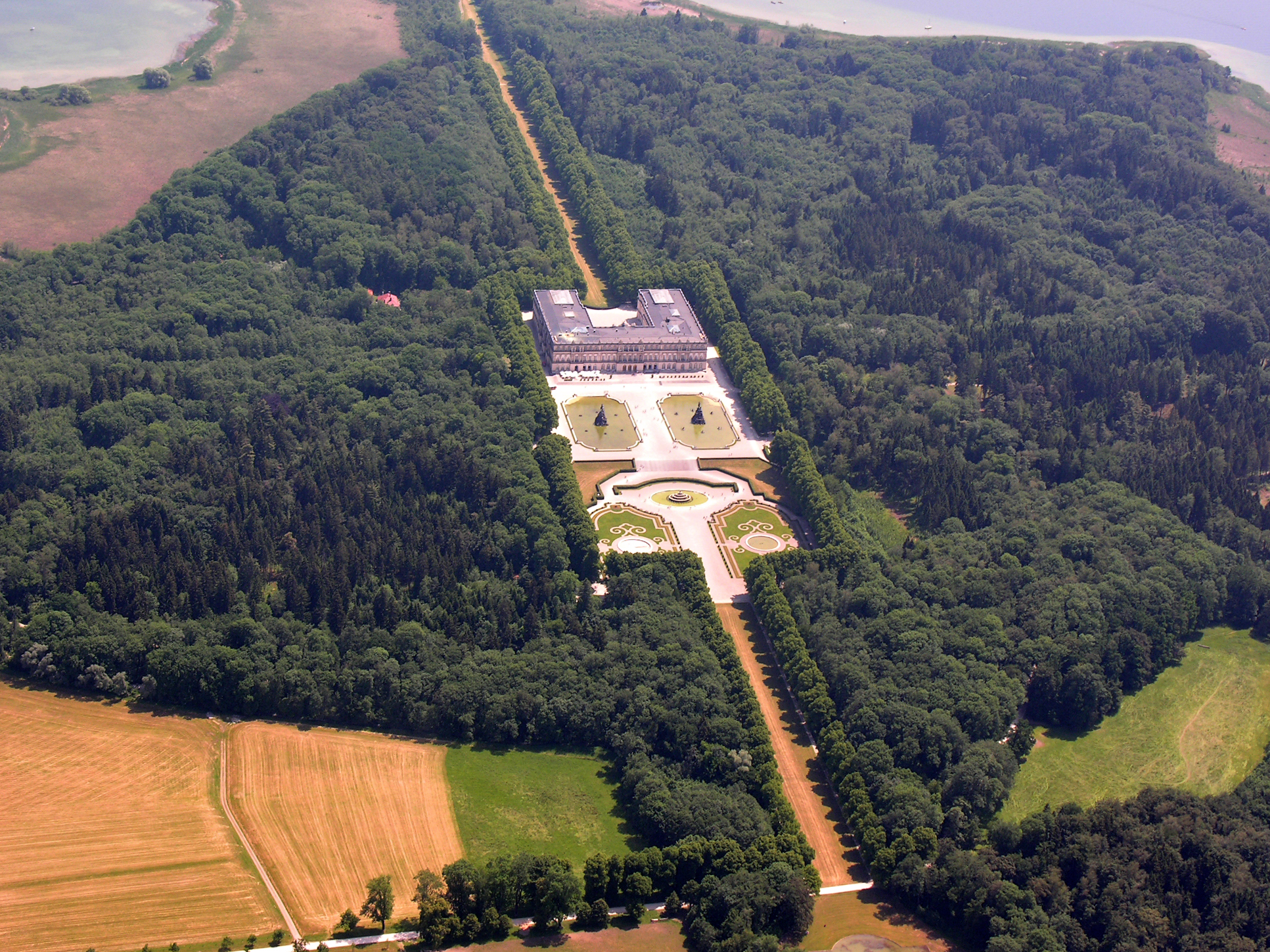
鳥瞰
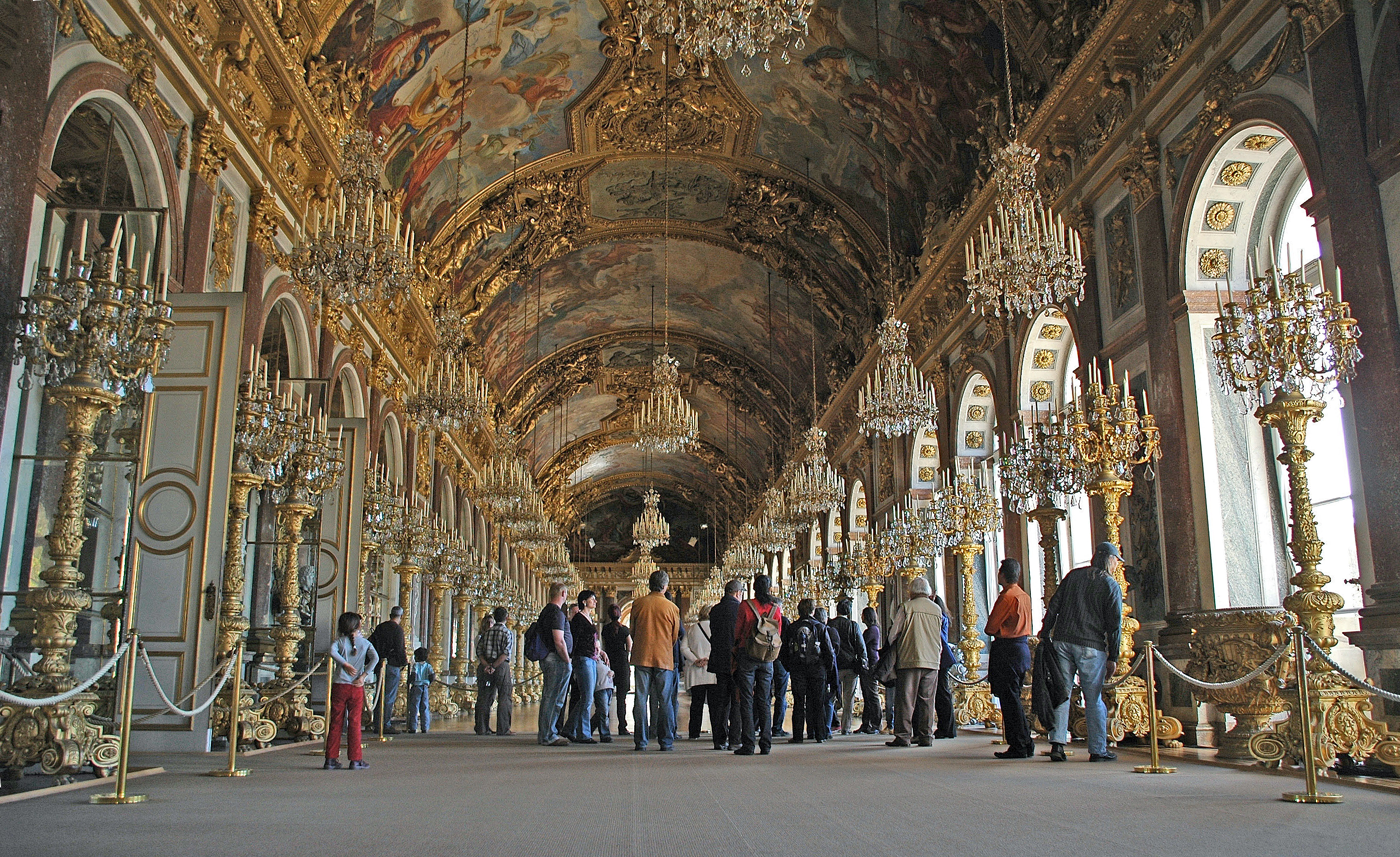
镜厅